# Lycaena limbopunctata
Lycaena limbopunctata är en fjärilsart som beskrevs av Schultz 1906. Lycaena limbopunctata ingår i släktet Lycaena och familjen juvelvingar. Inga underarter finns listade i Catalogue of Life.